# Bottidda
Bottidda (en sardo: Bòtidda) es un municipio de Italia de 760 habitantes en la provincia de Sassari, región de Cerdeña.
Se halla a los pies del Monte Rasu, rodeado por cadenas montañosas. Según algunos estudios, su fundación podría deberse a los griegos, quienes lo denominaron Gocille. En el territorio se han encontrado testimonios de las épocas nurágica y prenurágica, como la nuraga y domus de janas «S'Unighedda» o la tumba de los gigantes de «Sa Corona e su Pasciarzu». Entre los lugares de interés se encuentra la iglesia parroquial de Madonna del Rosario.

## Evolución demográfica
| Gráfica de evolución demográfica de Bottidda entre 1861 y 2001 |
|                                                                |
| Fuente ISTAT - elaboración gráfica de Wikipedia                |